# Jan Wacław Zawadowski
Jan Wacław Zawadowski, ps. „Zawado” (ur. 14 kwietnia 1891 w Skobełce, zm. 15 listopada 1982 w Aix-en-Provence) – polski artysta malarz. Brat Witolda Eugeniusza, polskiego lekarza.

## Życiorys
W latach 1910–1912 studiował w krakowskiej Akademii Sztuk Pięknych w pracowni Józefa Pankiewicza (wraz z nim studiowali Moïse Kisling i Szymon Mondszajn). W 1912 zamieszkał w Paryżu. Przyjaźnił się z Blaise’em Cendrarsem, Guillaume’em Apollinaire’em, Markiem Chagallem, Fernandem Légerem, Robertem Delaunayem i Maxem Jacobem.
Amedeo Modigliani namalował portret Zawadowskiego, a po jego śmierci Zawadowski przejął jego pracownię. Okres I wojny światowej Zawadowski spędził w Hiszpanii, w latach 1919–1930 mieszkał w Paryżu, potem zamieszkał w Orcel koło Aix-en-Provence. W 1938 przejął od Józefa Pankiewicza prowadzenie paryskiej filii krakowskiej ASP. Od 1928 był członkiem Towarzystwa Artystów Polskich w Paryżu (Cercle des Artistes Polonais). Był też członkiem Jednorogu.
Malarstwo Zawadowskiego pozostawało pod wpływem Paula Cézanne’a i Pierre’a Bonnarda oraz mistrzów holenderskich okresu baroku.
Od 1913 brał udział w wystawach galerii Paula Cassirera w Berlinie, Kolonii, Düsseldorfie i Monachium. Uczestniczył też w salonach paryskich. Jego obrazy wystawiano w Warszawie, Krakowie, Poznaniu i Łodzi (1926, Miejska Galeria Sztuki). W 1975 odbyła się indywidualna wystawa jego prac w krakowskim Pałacu Sztuki. Prace Jana Wacława Zawadowskiego znajdują się m.in. w zbiorach Muzeum Historycznego w Sanoku.